# Primulales
Le Primulali (Primulales ) sono un ordine della classe delle Magnoliopsida riconosciuto dallo schema tassonomico tradizionale del Sistema Cronquist.
La classificazione APG IV (2016) non riconosce questo raggruppamento e assegna le famiglie in esso comprese all'ordine Ericales.

## Tassonomia
Secondo il Sistema Cronquist l'ordine comprende le seguenti famiglie:
- Theophrastaceae
- Myrsinaceae
- Primulaceae